# Лілі Буланже

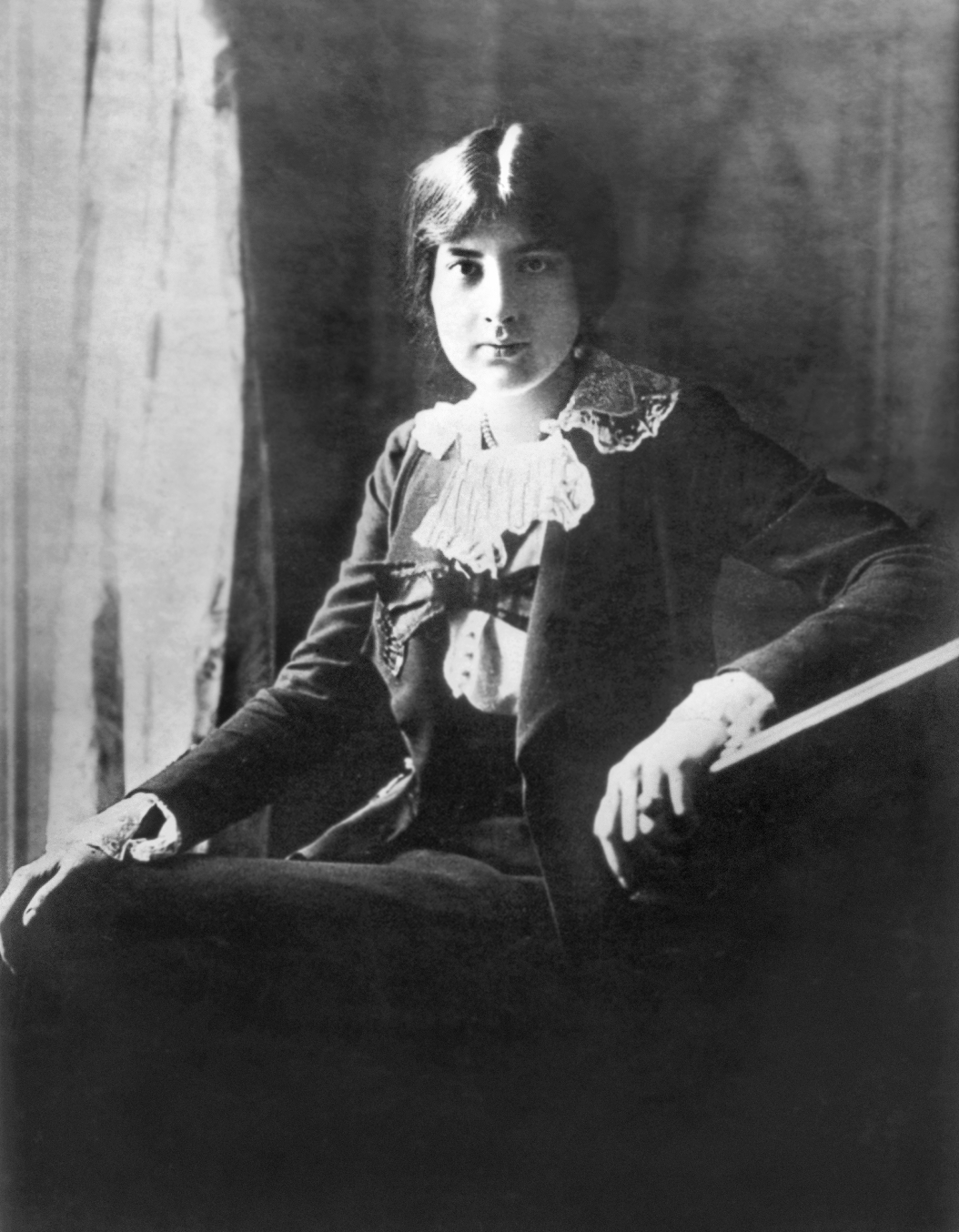
Лілі Буланже

Лілі Буланже́ (фр. Lili Boulanger, власне ім'я Juliette-Marie Olga Boulanger, 21 серпня 1893 — 15 березня 1918) — французька композиторка, молодша сестра Наді Буланже.

## Біографія

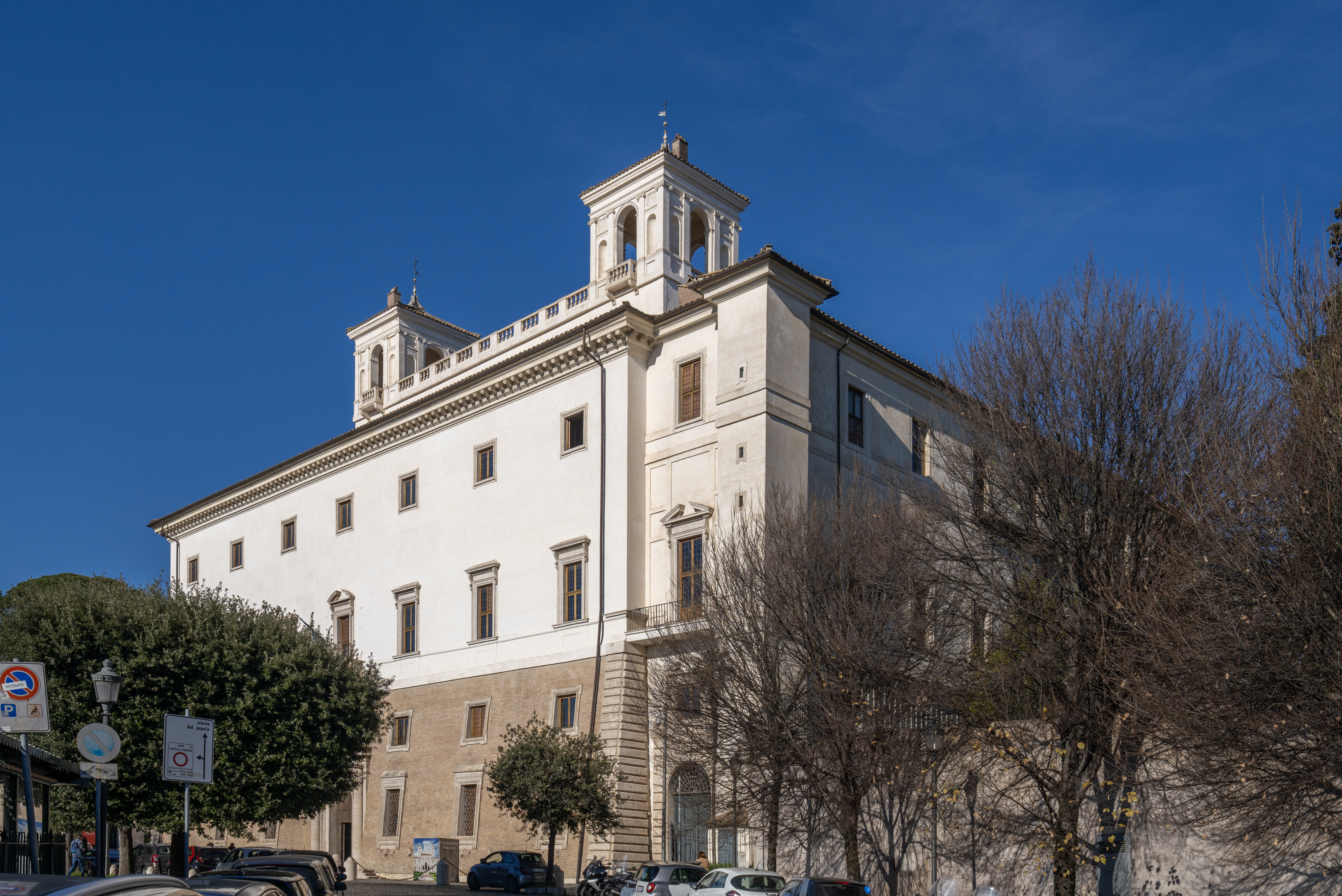
Вілла Медічі

Зростала в музичній сім'ї: батько — композитор, викладач вокалу Паризької консерваторії. Мати — російська аристократка й співачка Раїса Мишецька, що народилася у Петербурзі. Лілі навчилася читати ноти в шість років, раніше, ніж літери. Перші фортепіанні уроки їй дав друг сім'ї — Габріель Форе. Мала слабке здоров'я, навчалася вдома. Від її ранніх творів зберігся лише мі-мажорний «Вальс» (1906).
У 1909 році поступила в Паризьку консерваторію. У 1913 році стала першою жінкою, яка отримала Велику Римську премію за кантату «Фауст та Єлена»; прем'єра твору в Театрі Шатле в листопаді того ж року мала великий успіх, композиторка була прийнята в Єлисейському палаці президентом Франції Раймоном Пуанкаре.
У 1914 році як лавреатка Римської премії чотири місяці провела в Римі на віллі Медічі, поїздка була перервана вибухом Світової війни.
Передчасно померла від туберкульозу. Похована на кладовищі Монмартр.

## Творчість
Авторка інструментальних, вокальних і хорових творів, духовної музики. Писала музику на вірші Мюссе, Метерлінка, Леконт де Ліля, А. Самена, Ф. Жамма. Залишила незавершеною оперу «Принцеса Мален» (за однойменною драмою Метерлінка).

## Твори
- Valse en mi majeur, для фортепіано
- Pièce, для скрипки або флейти і фортепіано (sans titre)
- Sous-bois, для хору на 4 голоси і фортепіано
- Nocturne, для флейти чи скрипки і фортепіано або оркестру
- Renouveau, для змішаного хору на 4 голоси і фортепіано або оркестру
- Maïa, кантата для сопрано, тенора, баса і фортепіано
- Frédégonde, кантата для сопрано, тенора, баса і фортепіано
- Soleils de septembre, для змішаного хору на 4 голоси і фортепіано або органу
- Les sirènes, для хору на 3 жіночі голоси і фортепіано або оркестру
- Le soir, для хору на 4 голоси і фортепіано або оркестру
- Reflets, для голосу і фортепіано
- La tempête, для хору на 3 чоловічі голоси і фортепіано або оркестру
- Soir d’été, для хору на 4 голоси і фортепіано
- La source, для хору і фортепіано або оркестру
- Fugue, для 4 голосів (1912)
- Attente, для голосу і фортепіано
- Le retour, для голосу і фортепіано
- Hymne au soleil, для контральто, змішаного хору  і фортепіано або оркестру
- La nef légère, для хору на 4 голоси і фортепіано
- для les funérailles d'un soldat, для баритону, змішаного хору  і фортепіано або оркестру
- Fugue, на 4 голоси (1913)
- Soir sur la plaine, для сопрано, тенора, змішаного хору  і фортепіано або оркестру
- Faust і Hélène, кантата для мецо-сопрано, тенора, баритона, хору і оркестру
- D'un jardin clair, для фортепіано
- D'un vieux jardin, для фортепіано
- Cortège, для скрипки або флейти і фортепіано
- Thème і variations, для фортепіано
- Clairières dans le ciel, цикл на три мелодії для голосу і фортепіано
- Dans l'immense tristesse, для голосу і фортепіано
- Psaume 24 : La terre appartient à l’Éternel, для тенора, змішаного хору, orgue і оркестру
- Psaume 129 : Ils m'ont assez opprimé, для баритона, чоловічого хору і оркестру
- Psaume 130 : Du fond de l'abîme, для контральто, тенора, змішаного хору і оркестру
- Vieille prière bouddhique, для тенора, змішаного хору і фортепіано або оркестру
- D'un matin de printemps, для скрипки, віолончелі або флейти і фортепіано або оркестру
- D'un soir triste, для скрипки або віолончелі і фортепіано або оркестру
- La princesse Maleine, опера в 5 діях за драмою Моріса Метерлінка (незавершений)
- Pie Jesu, для сопрано, струнного квартету, арфи і органа

## Визнання
Твори Лілі Буланже виконуються сьогодні відомими артистами та колективами — такими як Оркестр Ламурьо, Хор Монтеверді, Філармонічний оркестр Бі-бі-сі, Лондонський філармонічний оркестр (диригент Джон Еліот Гардінер). Заснована премія імені Лілі Буланже.
Іменем композиторки названо Астероїд 1181 Ліліт.